# Meer van Comabbio
Het Meer van Comabbio (Italiaans: Lago di Comabbio) ligt in de Lombardische provincie Varese. Het ligt ingesloten tussen het Lago Maggiore, het Meer van Varese en het Meer van Monate. Het meer is ontstaan in de ijstijd en wordt omgeven door morenenheuvels. Oorspronkelijk vormde het meer samen met het Meer van Varese een geheel. De huidige situatie is ontstaan in 1806 toen de waterspiegel van het Meer van Varese kunstmatig verlaagd werd. De twee meren nu zijn met elkaar verbonden door het kanaal van Brabbia.
Gedurende de jaren 70 is het meer zwaar vervuild geraakt door de nabije chemische industrie. Inmiddels is de kwaliteit van het wat sterk verbeterd, maar nog niet geschikt voor recreatie. 's Winters vriest het meer vanwege de geringe diepte snel dicht waardoor een enorme ijsbaan ontstaat. Aan het meer ligt de plaats Varano Borghi. De plaats Comabbio, waar het meer naar vernoemd is, ligt op kleine afstand in het westen. Drie andere dorpen die dicht bij het meer liggen zijn Mercallo, Ternate en Corgeno.
Albano · 
Alserio · 
Annone · 
Barrea · 
Bolsena · 
Bracciano · 
Campotosto · 
Comabbio · 
Como · 
Endine · 
Garda · 
Garlate · 
Idro · 
Iseo · 
Ledro · 
Lugano · 
Maggiore · 
Mergozzo · 
Misurina · 
Monate · 
Orta · 
Pusiano · 
Trasimeno · 
Varese · 
Vico · 
Viverone